# 松井英樹
松井 英樹（まつい ひでき）は、日本のイベントプロデューサー、スタイリスト・ファッションデザイナー、プロデューサー。
イベント「NEW CLASSIC GIG in Japan」のプロデュースを手がける。
20歳のころ、サッカーへの関心からイタリアへ渡り、スタイリスト、デザイナーとして働いた。